# 沈着
| ウィキペディアには「沈着」という見出しの百科事典記事はありません（タイトルに「沈着」を含むページの一覧/「沈着」で始まるページの一覧）。 代わりにウィクショナリーのページ「沈着」が役に立つかもしれません。 |